# クリープ (森永乳業)
クリープは日本の森永乳業が1961年より製造、販売するクリーミングパウダーおよびコーヒーフレッシュの商品名。日本で唯一乳由来成分を主要原料としており（2016年1月時点）、1967年より放映されているCMのキャッチコピー「クリープを入れないコーヒーなんて……」で知られる。

## 概要
1951年、アメリカ合衆国で粉末クリームパウダーが開発される。それを雑誌記事で知った森永乳業の開発陣は乳児用粉ミルクを製造していた技術を応用して、1954年に後にクリープとなる製品を開発する。しかしながら、当時の日本にはコーヒーを飲む習慣が根付いているとは判断されず、使い道の無かった技術の製品化は見送りになった。
1950年代前半の日本は神武景気などの経済成長もあってコーヒーは次第に身近な飲料となり喫茶店や家庭で飲まれるようになっていった。1960年には、森永製菓から日本で初めてとなるインスタントコーヒー製品が発売される。当時、コーヒーに入れるものは無糖練乳が多かったが、開封後は日持ちがしないという問題点があった。1961年に発売されたクリープは、コーヒーを薄めず、冷まさず飲める「インスタントクリーム」として爆発的な売れ行きを記録し、容器形態や包装形態を増やして、家庭用のみならず、オフィスでのコーヒー飲用シーンに欠かせない名脇役として人気商品の歴史を歩む。1969年にはCMで使われたキャッチフレーズ「クリープを入れないコーヒーなんて……」は流行語となった。
1961年の発売当時からあったプラスチックボトル商品は2023年に販売を終了した。これは、商品をチャックつき袋に統一してボトルへ詰め替える手間を省くことと、クリープシリーズでの年間プラスチック使用量を27トン削減することが目的とされる。また液体タイプの「クリープポーション」は先立つこと2014年に終売している。
クリープはコーヒーに加える以外にもハンバーグやオムレツの隠し味に使用したり、スイーツ作りにも利用される。2013年にはオレンジページと森永乳業とがコラボし、レシピ本『Creap レシピブック』を刊行している。
クリープを厚さ1センチメートルほどシリコンカップに入れ、オーブンで加熱した「サクサククリープ」もSNSなどで話題となっている。